# علي بوهويد
علي بوهويد مولود في الأحساء، السعودية، هو لاعب كرة قدم سعودي يلعب كحارس مرمى.

## مسيرة اللاعب
لعب في نادي هجر ونادي الجيل.